# إيطاليا في الألعاب البارالمبية الصيفية 2024
شاركت إيطاليا في الألعاب البارالمبية الصيفية 2024 في العاصمة الفرنسية باريس، خلال الفترة من 8 أغسطس إلى سبتمبر 2024.

## الميداليات
| الميدالية | الرياضي(ة)                                                           | الرياضة                       | المسابقة                                        | تاريخ المسابقة |
| --------- | -------------------------------------------------------------------- | ----------------------------- | ----------------------------------------------- | -------------- |
| ذهبية     | كارلوتا جيلي                                                         | السباحة                       | 100 متر سباحة فراشة للنساء إس 13                | 29 أغسطس       |
| ذهبية     | فرانتشيسكو بوتشياردو                                                 | السباحة                       | 200 متر سباحة حرة للرجال إس 5                   | 29 أغسطس       |
| ذهبية     | ستيفانو رايموندي                                                     | السباحة                       | 100 متر سباحة صدر للرجال إس بي 9                | 30 أغسطس       |
| ذهبية     | ستيفانو رايموندي                                                     | السباحة                       | 100 متر سباحة حرة للرجال إس 10                  | 1 سبتمبر       |
| ذهبية     | ريجيفان غانيشامورثي                                                  | ألعاب القوى                   | رمي القرص للرجال إف 52                          | 1 سبتمبر       |
| ذهبية     | فيديريكو بيتشيلي                                                     | السباحة                       | 400 متر سباحة حرة للرجال إس 7                   | 2 سبتمبر       |
| ذهبية     | سيموني بارلام                                                        | السباحة                       | 50 متر سباحة حرة للرجال إس 9                    | 2 سبتمبر       |
| ذهبية     | جوليا غيريتي                                                         | السباحة                       | 100 متر سباحة صدر للنساء إس بي 4                | 2 سبتمبر       |
| ذهبية     | كارلوتا جيلي                                                         | السباحة                       | 200 متر متنوع فردي للنساء إس إم 13              | 3 سبتمبر       |
| ذهبية     | ستيفانو رايموندي                                                     | السباحة                       | 100 متر سباحة فراشة للرجال إس 10                | 3 سبتمبر       |
| ذهبية     | فابريتسيو كورنيلياني                                                 | ركوب الدراجات                 | سباق الدراجات على الطريق ضد الساعة للرجال إتش 1 | 4 سبتمبر       |
| ذهبية     | ألبرتو أموديو                                                        | السباحة                       | 400 متر سباحة حرة للرجال إس 8                   | 4 سبتمبر       |
| ذهبية     | مونيكا بوجيوني                                                       | السباحة                       | 50 متر سباحة صدر للنساء إس بي 3                 | 4 سبتمبر       |
| ذهبية     | أونيي تابيا                                                          | ألعاب القوى                   | رمي القرص للرجال إف 11                          | 5 سبتمبر       |
| ذهبية     | أنطونيو فانتين                                                       | السباحة                       | 100 متر سباحة حرة للرجال إس 6                   | 5 سبتمبر       |
| ذهبية     | ستيفانو ترافيساني إليزابيتا مينو                                     | النبالة                       | رماية القوس المختلط للفرق ‏                      | 5 سبتمبر       |
| ذهبية     | أسونتا ليجنانتي                                                      | ألعاب القوى                   | دفع الجلة للنساء إف 11                          | 6 سبتمبر       |
| ذهبية     | ماتيو بارينزان                                                       | تنس الطاولة                   | فردي الرجال - الفئة 6                           | 6 سبتمبر       |
| ذهبية     | غيادا روسي                                                           | تنس الطاولة                   | فردي النساء - الفئة 1-2                         | 6 سبتمبر       |
| ذهبية     | سيموني بارلام                                                        | السباحة                       | 100 متر سباحة فراشة للرجال إس 9                 | 6 سبتمبر       |
| ذهبية     | ستيفانو رايموندي                                                     | السباحة                       | 200 متر متنوع فردي للرجال إس إم 10              | 7 سبتمبر       |
| ذهبية     | ألبرتو أموديو                                                        | السباحة                       | 100 متر سباحة فراشة للرجال إس 8                 | 7 سبتمبر       |
| ذهبية     | ستيفانو رايموندي كسينيا فرانتشيسكا بالاتسو جوليا تيرزي سيموني بارلام | السباحة                       | 4×100 متر سباحة حرة مختلط 34 نقطة               | 7 سبتمبر       |
| ذهبية     | مارتينا كايروني                                                      | ألعاب القوى                   | 100 متر للنساء تي 63                            | 7 سبتمبر       |
| فضية      | سيموني بارلام                                                        | السباحة                       | 400 متر سباحة حرة للرجال إس 9                   | 29 أغسطس       |
| فضية      | إفريم موريلي                                                         | السباحة                       | 50 متر سباحة صدر للرجال إس بي 3                 | 29 أغسطس       |
| فضية      | كارلوتا جيلي                                                         | السباحة                       | 400 متر سباحة حرة للنساء إس 13 ‏                 | 31 أغسطس       |
| فضية      | فرانتشيسكو بيتيلا                                                    | السباحة                       | 50 متر سباحة ظهر للرجال إس 1                    | 31 أغسطس       |
| فضية      | فيرونيكا يوكو بليباني                                                | البارا ترياثلون               | ترياثلون للنساء بي تي إس 2                      | 2 سبتمبر       |
| فضية      | فرانتشيسكا تارانتيلو المُرشدة: سيلفيا فيزاجي                          | البارا ترياثلون               | ترياثلون للنساء بي تي في آي ‏                    | 2 سبتمبر       |
| فضية      | ماكسيل آمو مانو                                                      | ألعاب القوى                   | 100 متر للرجال تي 61                            | 2 سبتمبر       |
| فضية      | أسونتا ليجنانتي                                                      | ألعاب القوى                   | رمي القرص للنساء إف 11                          | 3 سبتمبر       |
| فضية      | لوكا مازوني                                                          | ركوب الدراجات                 | سباق الدراجات على الطريق ضد الساعة للرجال إتش 2 | 4 سبتمبر       |
| فضية      | ماتيو بيتي                                                           | المبارزة على الكراسي المتحركة | سيف الشيش للرجال فئة أ                          | 4 سبتمبر       |
| فضية      | مارتينا كايروني                                                      | ألعاب القوى                   | الوثب الطويل للنساء تي 63                       | 5 سبتمبر       |
| فضية      | أنطونيو فانتين                                                       | السباحة                       | 400 متر سباحة حرة للرجال إس 6                   | 6 سبتمبر       |
| فضية      | ستيفانو رايموندي                                                     | السباحة                       | 100 متر سباحة ظهر للرجال إس 10                  | 6 سبتمبر       |
| فضية      | سارا مورغانتي                                                        | الفروسية                      | اختبار فردي حر الفئة الأولى ‏                    | 7 سبتمبر       |
| فضية      | لوكا مازوني فيديريكو ميسترونى ميركو تيستا                            | ركوب الدراجات                 | سباق التتابع المختلط للفرق إتش 1-5              | 7 سبتمبر       |
| برونزية   | لورينزو برنارد المُرشد: دافيدي بليباني                                | ركوب الدراجات                 | سباق المطاردة الفردي للرجال فئة بي              | 29 أغسطس       |
| برونزية   | فيتوريا بيانكو                                                       | السباحة                       | 400 متر سباحة حرة للنساء إس 9                   | 29 أغسطس       |
| برونزية   | أنجيلا بروتشيدا                                                      | السباحة                       | 100 متر سباحة ظهر للنساء إس 2                   | 29 أغسطس       |
| برونزية   | فرانتشيسكو بيتيلا                                                    | السباحة                       | 100 متر سباحة ظهر للرجال إس 1                   | 29 أغسطس       |
| برونزية   | مونيكا بوجيوني                                                       | السباحة                       | 200 متر سباحة حرة للنساء إس 5                   | 29 أغسطس       |
| برونزية   | مونيكا بوجيوني                                                       | السباحة                       | 100 متر سباحة حرة للنساء إس 5                   | 30 أغسطس       |
| برونزية   | كارلوتا جيلي                                                         | السباحة                       | 100 متر سباحة ظهر للنساء إس 13                  | 30 أغسطس       |
| برونزية   | أنطونينو بوسولو                                                      | التايكوندو                    | الرجال وزن 63 كيلو                              | 30 أغسطس       |
| برونزية   | أليسيا سكورتيكيني                                                    | السباحة                       | 100 متر سباحة حرة للنساء إس 10                  | 1 سبتمبر       |
| برونزية   | باولو تونون ديلا دامينو                                              | النبالة                       | رماية القوس المختلط للفرق دبليو 1               | 2 سبتمبر       |
| برونزية   | جوليا تيرزي                                                          | السباحة                       | 400 متر سباحة حرة للنساء إس 7                   | 2 سبتمبر       |
| برونزية   | كارلوتا جيلي                                                         | السباحة                       | 50 متر سباحة حرة للنساء إس 13                   | 2 سبتمبر       |
| برونزية   | مانويل ماتيو بورتورا                                                 | السباحة                       | 100 متر سباحة صدر للرجال إس بي 4                | 2 سبتمبر       |
| برونزية   | سارا مورغانتي                                                        | الفروسية                      | اختبار البطولة الفردي الفئة الأولى              | 3 سبتمبر       |
| برونزية   | فيديريكو بيتشيلي                                                     | السباحة                       | 100 متر سباحة ظهر للرجال إس 7                   | 3 سبتمبر       |
| برونزية   | إليزابيتا مينو                                                       | النبالة                       | فردي القوس الانحنائي المفتوح للنساء             | 3 سبتمبر       |
| برونزية   | إدواردو جيوردان                                                      | المبارزة على الكراسي المتحركة | سيف السابر للرجال فئة أ                         | 3 سبتمبر       |
| برونزية   | دافيدي فرانتشيسكيتي                                                  | الرماية                       | 50 متر مسدس مختلط بي 4 إس إتش 1                 | 4 سبتمبر       |
| برونزية   | مارتينو بيني                                                         | ركوب الدراجات                 | سباق الدراجات على الطريق ضد الساعة للرجال إتش 3 | 4 سبتمبر       |
| برونزية   | كسينيا بالاتسو                                                       | السباحة                       | 400 متر سباحة حرة للنساء إس 8                   | 4 سبتمبر       |
| برونزية   | بياتريس فيو                                                          | المبارزة على الكراسي المتحركة | سيف الشيش للنساء فئة بي                         | 4 سبتمبر       |
| برونزية   | جوليا تيرزي                                                          | السباحة                       | 100 متر سباحة حرة للنساء إس 7                   | 4 سبتمبر       |
| برونزية   | فيديريكو فالكو                                                       | تنس الطاولة                   | فردي الرجال - الفئة 1                           | 4 سبتمبر       |
| برونزية   | لوكا مازوني                                                          | ركوب الدراجات                 | سباق الدراجات على الطريق للرجال إتش 1-2 ‏        | 5 سبتمبر       |
| برونزية   | آنا ماريا فيتيلارو                                                   | ركوب الدراجات                 | سباق الدراجات على الطريق للنساء إتش 5 ‏          | 5 سبتمبر       |
| برونزية   | ميركو تيستا                                                          | ركوب الدراجات                 | سباق الدراجات على الطريق للرجال إتش 3 ‏          | 5 سبتمبر       |
| برونزية   | بياتريس فيو لوريدانا تريجيليا أندريا موغوش روسانا باسيكنو            | المبارزة على الكراسي المتحركة | سيف الشيش للنساء - فرق                          | 5 سبتمبر       |
| برونزية   | كارلوتا راغازيني                                                     | تنس الطاولة                   | فردي النساء - الفئة 3                           | 6 سبتمبر       |
| برونزية   | دوناتو تيليسكا                                                       | رفع الأثقال                   | الرجال وزن 72 كيلو                              | 6 سبتمبر       |
| برونزية   | ألبرتو أموديو                                                        | السباحة                       | 100 متر سباحة حرة للرجال إس 8                   | 6 سبتمبر       |
| برونزية   | جوليا تيرزي                                                          | السباحة                       | 50 متر سباحة فراشة للنساء إس 7                  | 7 سبتمبر       |
| برونزية   | مونيكا كوترافاتو                                                     | ألعاب القوى                   | 100 متر للنساء تي 63 ‏                           | 7 سبتمبر       |

| الرياضة                       | الأول | الثاني | الثالث | Total |
| السباحة                       | 16    | 6      | 15     | 37    |
| ألعاب القوى                   | 4     | 3      | 1      | 8     |
| تنس الطاولة                   | 2     | 0      | 2      | 4     |
| ركوب الدراجات                 | 1     | 2      | 5      | 8     |
| النبالة                       | 1     | 0      | 2      | 3     |
| البارا ترياثلون               | 0     | 2      | 0      | 2     |
| المبارزة على الكراسي المتحركة | 0     | 1      | 3      | 4     |
| الفروسية                      | 0     | 1      | 1      | 2     |
| رفع الأثقال                   | 0     | 0      | 1      | 1     |
| الرماية                       | 0     | 0      | 1      | 1     |
| التايكوندو                    | 0     | 0      | 1      | 1     |
| المجموع                       | 24    | 15     | 32     | 71    |

| الميداليات حسب اليوم | الميداليات حسب اليوم | الميداليات حسب اليوم | الميداليات حسب اليوم | الميداليات حسب اليوم | الميداليات حسب اليوم |
| -------------------- | -------------------- | -------------------- | -------------------- | -------------------- | -------------------- |
| اليوم                | التاريخ              | الأول                | الثاني               | الثالث               | المجموع              |
| 1                    | 29 أغسطس             | 2                    | 2                    | 5                    | 9                    |
| 2                    | 30 أغسطس             | 1                    | 0                    | 3                    | 4                    |
| 3                    | 31 أغسطس             | 0                    | 2                    | 0                    | 2                    |
| 4                    | 1 سبتمبر             | 2                    | 0                    | 1                    | 3                    |
| 5                    | 2 سبتمبر             | 3                    | 3                    | 4                    | 10                   |
| 6                    | 3 سبتمبر             | 2                    | 1                    | 4                    | 7                    |
| 7                    | 4 سبتمبر             | 3                    | 2                    | 6                    | 11                   |
| 8                    | 5 سبتمبر             | 3                    | 1                    | 4                    | 8                    |
| 9                    | 6 سبتمبر             | 4                    | 2                    | 3                    | 9                    |
| 10                   | 7 سبتمبر             | 4                    | 2                    | 2                    | 8                    |
| 11                   | 8 سبتمبر             | 0                    | 0                    | 0                    | 0                    |
| المجموع              | المجموع              | 24                   | 15                   | 32                   | 71                   |

## المشاركين
فيما يلي أعداد ممثلي إيطاليا في كل رياضة من رياضات الألعاب البارالمبية الصيفية 2024.
| الرياضة                         | الرياضيين | الرياضيات | المجموع |
| ------------------------------- | --------- | --------- | ------- |
| النبالة                         | 3         | 6         | 9       |
| ألعاب القوى                     | 9         | 7         | 16      |
| الريشة الطائرة                  | 0         | 1         | 1       |
| ركوب الدراجات                   | 10        | 6         | 16      |
| الفروسية                        | 0         | 4         | 4       |
| الجودو                          | 3         | 2         | 5       |
| الكانو لذوي الاحتياجات الخاصة   | 5         | 3         | 8       |
| البارا ترياثلون ‏                | 3         | 5         | 8       |
| رفع الأثقال                     | 1         | 2         | 3       |
| التجديف                         | 4         | 2         | 6       |
| الرماية                         | 4         | 2         | 6       |
| كرة الطائرة في وضعية الجلوس ‏    | 0         | 12        | 12      |
| السباحة                         | 16        | 12        | 28      |
| تنس الطاولة                     | 4         | 3         | 7       |
| التايكوندو                      | 1         | 0         | 1       |
| المبارزة على الكراسي المتحركة   | 6         | 4         | 10      |
| كرة المضرب على الكراسي المتحركة | 1         | 0         | 1       |
| المجموع                         | 70        | 71        | 141     |

## النبالة
شاركت إيطاليا في منافسات النبالة بتسعة رياضيين. ستة منهم تأهلوا بفضل نتائجهم في بطولة العالم للنبالة البارالمبية 2023 في بلزن في جمهورية التشيك، بينما تأهل الآخرون من خلال بطولة أوروبا البارالمبية 2023 في روتردام في هولندا، ومن خلال بطولة التأهل العالمية 2024 في دبي في الإمارات العربية المتحدة.
الرجال
| الرياضي           | المسابقة              | الجولة التصنيفية | الجولة التصنيفية | دور الـ32                         | دور الـ16                                | ربع النهائي                                 | نصف النهائي                                        | النهائي                               | النهائي |
| الرياضي           | المسابقة              | النتيجة          | البذرة           | الخصم النتيجة                     | الخصم النتيجة                            | الخصم النتيجة                               | الخصم النتيجة                                      | الخصم النتيجة                         | الترتيب |
| ----------------- | --------------------- | ---------------- | ---------------- | --------------------------------- | ---------------------------------------- | ------------------------------------------- | -------------------------------------------------- | ------------------------------------- | ------- |
| باولو تونون       | الفردي دبليو 1 ‏       | 652              | 7                | —                                 | جان بيير أنطونيوس (فنلندا) · فوز 132-130 | بهاء الدين حكيم أوغلو (تركيا) · فوز 138-134 | جايسون تابانسكي (الولايات المتحدة) · خسارة 115-136 | تشانغ تيانشين (الصين) · خسارة 126-138 | 4       |
| ماتيو بوناسينا    | الفردي المركب ‏        | 691              | 11               | هادي نوري (إيران) · خسارة 139-141 | لم يتقدم                                 | لم يتقدم                                    | لم يتقدم                                           | لم يتقدم                              | 17      |
| ستيفانو ترافيساني | الفردي بالقوس المعاد ‏ | 627              | 11               | —                                 | توموهيرو أوياما (اليابان) · خسارة 2-6    | لم يتقدم                                    | لم يتقدم                                           | لم يتقدم                              | 9       |

السيدات
| الرياضية         | المسابقة              | الجولة التصنيفية | الجولة التصنيفية | دور الـ32                                     | دور الـ16                             | ربع النهائي                                        | نصف النهائي                 | النهائي                              | النهائي |
| الرياضية         | المسابقة              | النتيجة          | البذرة           | الخصم النتيجة                                 | الخصم النتيجة                         | الخصم النتيجة                                      | الخصم النتيجة               | الخصم النتيجة                        | الترتيب |
| ---------------- | --------------------- | ---------------- | ---------------- | --------------------------------------------- | ------------------------------------- | -------------------------------------------------- | --------------------------- | ------------------------------------ | ------- |
| ديلا دامينو      | الفردي دبليو 1 ‏       | 609              | 5                | —                                             | تقدم تلقائي                           | تيريزا براندتلوفا (جمهورية التشيك) · خسارة 117-127 | لم تتقدم                    | لم تتقدم                             | 7       |
| آسيا بيليزاري    | الفردي دبليو 1 ‏       | 607              | 8                | —                                             | نيل مصير (تركيا) · خسارة 112-118      | لم تتقدم                                           | لم تتقدم                    | لم تتقدم                             | 9       |
| جوليا بيشي       | الفردي المركب ‏        | 644              | 25               | إليونورا سارتي (إيطاليا) · خسارة 126-136      | لم تتقدم                              | لم تتقدم                                           | لم تتقدم                    | لم تتقدم                             | 17      |
| إليونورا سارتي   | الفردي المركب ‏        | 684              | 8                | جوليا بيشي (إيطاليا) · فوز 136-126            | ساريتا أدهانا (الهند) · خسارة 135–141 | لم تتقدم                                           | لم تتقدم                    | لم تتقدم                             | 9       |
| فيرونيكا فلورينو | الفردي بالقوس المعاد ‏ | 552              | 15               | أويون إردين بويانجارغال (منغوليا) · خسارة 0-6 | لم تتقدم                              | لم تتقدم                                           | لم تتقدم                    | لم تتقدم                             | 17      |
| إليزابيتا مينو   | الفردي بالقوس المعاد ‏ | 641              | 1                | —                                             | أماندا رينولدز (أستراليا) · فوز 6-0   | ميلينا أولشيفسكا (بولندا) · فوز 6-0                | وو يانغ (الصين) · خسارة 4-6 | سيلينغي ديمبيريل (منغوليا) · فوز 6-2 | الثالث  |

الزوجي المختلط
| الرياضيان                        | المسابقة             | الجولة التصنيفية | الجولة التصنيفية | دور الـ16                                                              | ربع النهائي                                                     | نصف النهائي                                                         | النهائي                                                   | النهائي |
| الرياضيان                        | المسابقة             | النتيجة          | البذرة           | الخصم النتيجة                                                          | الخصم النتيجة                                                   | الخصم النتيجة                                                       | الخصم النتيجة                                             | الترتيب |
| -------------------------------- | -------------------- | ---------------- | ---------------- | ---------------------------------------------------------------------- | --------------------------------------------------------------- | ------------------------------------------------------------------- | --------------------------------------------------------- | ------- |
| باولو تونون ديلا دامينو          | فرق دبليو 1 ‏         | 1261             | 3                | —                                                                      | جايسون تابانسكي · /تريسي أوتو (الولايات المتحدة) · فوز 139-126  | ديفيد دراهونيسكي · /شاركا موسيلوفا (جمهورية التشيك) · خسارة 138-146 | بارك هونغ جو · /كيم أوكجوم (كوريا الجنوبية) · فوز 134-132 | الثالث  |
| ماتيو بوناسينا إليونورا سارتي    | الفرق المركبة ‏       | 1375             | 6                | دانيشين غوفيندا راجان · /نور جاناتون عبد الجليل (مالايا) · فوز 147-141 | تشو جيامين · /آي شينليانغ (الصين) · فوز 151*-151                | ناثان ماكوين · /جودي غرينهام (بريطانيا العظمى) · خسارة 149-156      | راكيش كومار · /شيتال ديفي (الهند) · خسارة 155-156         | 4       |
| ستيفانو ترافيساني إليزابيتا مينو | الفرق بالقوس المعاد ‏ | 1268             | 1                | تقدم تلقائي                                                            | واهيو ريتنو وولاندري · /سيتياوان سيتياوان (إندونيسيا) · فوز 5-3 | هارفيندر سينغ · /بوجا جاتيان (الهند) · فوز 6-2                      | صادق ساواش · /ميرفي نور إرغلو (تركيا) · فوز 6-2           | الأول   |

## ألعاب القوى
ضمن رياضيو ألعاب القوى الإيطاليون مقاعد في المسابقات التالية بناء على نتائجهم في بطولة العالم 2023 وبطولة العالم 2024، أو من خلال تخصيص الأداء العالي، طالما أنهم يلبون الحد الأدنى لمعيار الدخول (MES).
- ملاحظة–الترتيبات المُعطاة لمسابقات المضمار تكون ضمن سباق الرياضي فقط
- م = تأهل للجولة التالية
- م ص = تأهل للجولة التالية كأسرع خاسر أو، في مسابقات الميدان، بالمركز دون تحقيق الهدف المطلوب للتأهل
- م ح = مُحال
- ر ب = رقم بارالمبي
- ر إ = رقم منطقة (أو قاري)
- ر و = رقم وطني
- أ م = أفضل رقم في الموسم
- غ/م = الجولة غير مُخصصة للمسابقة
- إعفاء = الرياضي غير مطلوب منه المنافسة في الجولة

مسابقات المضمار والطريق
الرجال
| الرياضي          | المسابقة       | التصفيات | التصفيات | النهائي  | النهائي  |
| الرياضي          | المسابقة       | النتيجة  | الترتيب  | النتيجة  | الترتيب  |
| ---------------- | -------------- | -------- | -------- | -------- | -------- |
| ماركو تشيكيتي    | 100 متر تي 44 ‏ | —        | —        | 12.03    | 8        |
| أليساندرو أوسولا | 100 متر تي 63 ‏ | 12.46    | 5        | لم يتقدم | لم يتقدم |
| فابيو بوتاتسيني  | 100 متر تي 64 ‏ | 11.76    | 8        | لم يتقدم | لم يتقدم |
| فابيو بوتاتسيني  | 200 متر تي 64 ‏ | 23.97    | 6        | لم يتقدم | لم يتقدم |
| ماكسيل آمو مانو  | 100 متر تي 64 ‏ | 10.69    | 1 م      | 10.76    | الثاني   |
| ماكسيل آمو مانو  | 200 متر تي 64 ‏ | م ح      | م ح      | لم يتقدم | لم يتقدم |
| ريكاردو باغاييني | 400 متر تي 47  | 49.97    | 5        | لم يتقدم | لم يتقدم |
| نديغا دينغ       | 1500 متر تي 20 | —        | —        | 3:50.24  | 4        |

النساء
| الرياضية                                | المسابقة       | التصفيات | التصفيات | نصف النهائي | نصف النهائي | النهائي  | النهائي  |
| الرياضية                                | المسابقة       | النتيجة  | الترتيب  | النتيجة     | الترتيب     | النتيجة  | الترتيب  |
| --------------------------------------- | -------------- | -------- | -------- | ----------- | ----------- | -------- | -------- |
| أرجولا ديداج المُرشد: أليساندرو غالبياتي | 100 متر تي 11 ‏ | 13.13    | 3        | لم تتقدم    | لم تتقدم    | لم تتقدم | لم تتقدم |
| فالنتينا بيتريلو                        | 200 متر تي 12  | 25.95    | 3 م ص    | 25.92       | 3           | لم تتقدم | لم تتقدم |
| فالنتينا بيتريلو                        | 400 متر تي 12 ‏ | 58.35    | 2 م ص    | 57.58       | 3           | لم تتقدم | لم تتقدم |
| مارتينا كايروني                         | 100 متر تي 63 ‏ | 14.31    | 1 م      | —           | —           | 14.16    | الأول    |
| مونيكا كونترافاتو                       | 100 متر تي 63 ‏ | 14.33    | 1 م      | —           | —           | 14.60    | الثالث   |
| أمبرا سابتيني                           | 100 متر تي 63 ‏ | 14.33    | 2 م      | —           | —           | لم تنه   | لم تنه   |
| جوليانا كيارا فيليبي                    | 100 متر تي 64 ‏ | 13.73    | 7        | لم تتقدم    | لم تتقدم    | لم تتقدم | لم تتقدم |

مسابقات الميدان
| الرياضي              | المسابقة                  | النهائي | النهائي |
| الرياضي              | المسابقة                  | المسافة | المركز  |
| -------------------- | ------------------------- | ------- | ------- |
| أونيي تابيا          | رمي الجلة للرجال إف 11    | 12.12   | 7       |
| أونيي تابيا          | رمي القرص للرجال إف 11 ‏   | 41.92   | الأول   |
| ماركو تشيكيتي        | الوثب الطويل للرجال إف 44 | 6.63    | 8       |
| ريجيفان غانيشامورثي  | رمي القرص للرجال إف 52 ‏   | 27.06   | الأول   |
| أرجولا ديداج         | الوثب الطويل للنساء تي 11 | 4.75    | 4       |
| أسونتا ليجنانتي      | رمي الجلة للنساء إف 11    | 14.54   | الأول   |
| أسونتا ليجنانتي      | رمي القرص للنساء إف 11    | 38.01   | الثاني  |
| مارتينا كايروني      | الوثب الطويل للنساء إف 63 | 5.06    | الثاني  |
| جوليانا كيارا فيليبي | الوثب الطويل للنساء إف 64 | 4.54    | 9       |

## الريشة الطائرة
| الرياضية             | المسابقة             | مرحلة المجموعات                          | مرحلة المجموعات                        | مرحلة المجموعات | الإقصاء       | ربع النهائي   | نصف النهائي   | النهائي / م.ب | النهائي / م.ب |
| الرياضية             | المسابقة             | الخصم النتيجة                            | الخصم النتيجة                          | الترتيب         | الخصم النتيجة | الخصم النتيجة | الخصم النتيجة | الخصم النتيجة | الترتيب       |
| -------------------- | -------------------- | ---------------------------------------- | -------------------------------------- | --------------- | ------------- | ------------- | ------------- | ------------- | ------------- |
| روزا إيفومو دي ماركو | فردي النساء إس يو 5 ‏ | ثولاسيماثي موروغيسان (الهند) · خسارة 0-2 | بياتريز مونتيرو (البرتغال) · خسارة 0-2 | 3               | لم تتقدم      | لم تتقدم      | لم تتقدم      | لم تتقدم      | 7             |

## ركوب الدراجات
ضمنت إيطاليا مقعدين في رياضة ركوب الدراجات لذوي الاحتياجات الخاصة (واحد في كل جنس) بعد أن ضمنت مرتبة مؤهلة في الترتيب العالمي لاتحاد الدراجات الدولي لعام 2022.

### الطريق
الرجال
| الرياضي                                    | المسابقة                     | الوقت    | الترتيب |
| ------------------------------------------ | ---------------------------- | -------- | ------- |
| فيديريكو أندريولي مُرشد: باولو توتو         | سباق الطريق للرجال بي        | 3:03:49  | 6       |
| فيديريكو أندريولي مُرشد: باولو توتو         | سباق ضد الساعة للرجال بي     | 35:36.79 | 6       |
| لورينزو برنارد مُرشد: دافيدي بليباني        | سباق الطريق للرجال بي        | 2:59:38  | 5       |
| لورينزو برنارد مُرشد: دافيدي بليباني        | سباق ضد الساعة للرجال بي     | 36:58.15 | 9       |
| فابريتسيو كورنيلياني                       | سباق الطريق للرجال إتش 1-2   | لم ينه   | لم ينه  |
| فابريتسيو كورنيلياني                       | سباق ضد الساعة للرجال إتش 1  | 34:50.45 | الأول   |
| لوكا مازوني                                | سباق الطريق للرجال إتش 1-2   | 1:27:58  | الثالث  |
| لوكا مازوني                                | سباق ضد الساعة للرجال إتش 2  | 25:18.83 | الثاني  |
| فيديريكو ميسترونى                          | سباق الطريق للرجال إتش 3     | لم ينه   | لم ينه  |
| فيديريكو ميسترونى                          | سباق ضد الساعة للرجال إتش 3  | 48:33.04 | 8       |
| مارتينو بيني                               | سباق الطريق للرجال إتش 3     | 1:39:39  | 5       |
| مارتينو بيني                               | سباق ضد الساعة للرجال إتش 3  | 46:13.69 | الثالث  |
| ميركو تيستا                                | سباق الطريق للرجال إتش 3     | 1:39:38  | الثالث  |
| ميركو تيستا                                | سباق ضد الساعة للرجال إتش 3  | 49:05.30 | 9       |
| جورجيو فاروني                              | سباق الطريق للرجال تي 1-2    | 1:29:49  | 8       |
| جورجيو فاروني                              | سباق ضد الساعة للرجال تي 1-2 | 24:03.51 | 4       |
| فيديريكو ميسترونى مارتينو بيني ميركو تيستا | تتابع الفرق المختلطة إتش 1-5 | 25:16    | الثاني  |

النساء
| الرياضية              | المسابقة                        | الوقت    | الترتيب |
| --------------------- | ------------------------------- | -------- | ------- |
| كاتيا أيري            | سباق الطريق للنساء إتش 5        | 1:59:01  | 5       |
| كاتيا أيري            | سباق ضد الساعة للنساء إتش 4-5   | 28:40.43 | 12      |
| كلوديا كريتي          | سباق الطريق للنساء سي 4-5       | 2:01:21  | 10      |
| كلوديا كريتي          | سباق ضد الساعة للنساء سي 5      | 23:23.93 | 8       |
| إليونورا ميلي         | سباق الطريق للنساء سي 4-5       | 2:00:49  | 8       |
| إليونورا ميلي         | سباق ضد الساعة للنساء سي 5      | 22:27.90 | 6       |
| فرانتشيسكا بورتشيلاتو | سباق الطريق للنساء إتش 1-2-3-4  | 56:19    | 4       |
| فرانتشيسكا بورتشيلاتو | سباق ضد الساعة للنساء إتش 1-2-3 | 27:13.50 | 6       |
| جوليا روفاتو          | سباق الطريق للنساء إتش 1-2-3-4  | 1:00:34  | 12      |
| جوليا روفاتو          | سباق ضد الساعة للنساء إتش 4-5   | 27:07.35 | 7       |
| آنا ماريا فيتيلارو    | سباق الطريق للنساء إتش 5        | 1:52:27  | الثالث  |
| آنا ماريا فيتيلارو    | سباق ضد الساعة للنساء إتش 4-5   | 26:16.93 | 5       |

### المضمار
الرجال
| الرياضي                               | المسابقة                  | التأهيل  | التأهيل | النهائي  | النهائي  |
| الرياضي                               | المسابقة                  | النتيجة  | الترتيب | النتيجة  | الترتيب  |
| ------------------------------------- | ------------------------- | -------- | ------- | -------- | -------- |
| لورينزو برنارد المُرشد: دافيدي بليباني | سباق ضد الساعة للرجال بي ‏ | 1:03.744 | 7       | لم يتقدم | لم يتقدم |
| لورينزو برنارد المُرشد: دافيدي بليباني | المطاردة للرجال بي ‏       | 4:02.558 | 3 م ب   | 4:04.613 | الثالث   |

النساء
| الرياضية     | المسابقة                      | التأهيل  | التأهيل | النهائي  | النهائي  |
| الرياضية     | المسابقة                      | النتيجة  | الترتيب | النتيجة  | الترتيب  |
| ------------ | ----------------------------- | -------- | ------- | -------- | -------- |
| كلوديا كريتي | سباق ضد الساعة للنساء سي 4-5 ‏ | 38.929   | 9       | لم تتقدم | لم تتقدم |
| كلوديا كريتي | سباق المطاردة للنساء سي 5 ‏    | 3:38.869 | 4 م ب   | 3:43.774 | 4        |

مفتاح التأهيل: م ب=نهائي الميدالية البرونزية؛ م ذ=نهائي الميدالية الذهبية؛ م ن=النهائي

## الفروسية
ضمنت إيطاليا التواجد في رياضة الفروسية بفريق كامل مكون من أربعة فرسان، وذلك بعد أن احتلت المرتبة السابعة في بطولة العالم للفروسية 2022 في هرنينغ في الدنمارك.
الفردي
| الرياضية           | الحصان   | المسابقة                                  | المجموع  | المجموع |
| الرياضية           | الحصان   | المسابقة                                  | النتيجة  | الترتيب |
| ------------------ | -------- | ----------------------------------------- | -------- | ------- |
| سارا مورغانتي      | ماريبيل  | اختبار البطولة الفردي الدرجة الأولى       | 74.625   | الثالث  |
| سارا مورغانتي      | ماريبيل  | اختبار الحركة الحرة الفردي الدرجة الأولى  | 80.694   | الثاني  |
| فيديريكا سيليوني   | ليوناردو | اختبار البطولة الفردي الدرجة الخامسة      | 68.205   | 10      |
| فيديريكا سيليوني   | ليوناردو | اختبار الحركة الحرة الفردي الدرجة الخامسة | لم تتقدم |         |
| كارولا سيمبيربوني  | بول      | اختبار البطولة الفردي الدرجة الأولى       | 71.708   | 7       |
| كارولا سيمبيربوني  | بول      | اختبار الحركة الحرة الفردي الدرجة الأولى  | 74.554   | 6       |
| فرانتشيسكا سالفادي | إسكاري   | اختبار البطولة الفردي الدرجة الثالثة      | 71.566   | 4       |
| فرانتشيسكا سالفادي | إسكاري   | اختبار الحركة الحرة الفردي الدرجة الثالثة | 75.820   | 5       |

الفريق
| الرياضية           | الحصان     | المسابقة | النتيجة الفردية | المجموع | المجموع |
| الرياضية           | الحصان     | المسابقة | TT              | النتيجة | الترتيب |
| ------------------ | ---------- | -------- | --------------- | ------- | ------- |
| سارا مورغانتي      | انظر أعلاه | الفريق   | 79.458          | 223.166 | 4       |
| كارولا سيمبيربوني  | انظر أعلاه | الفريق   | 70.708          | 223.166 | 4       |
| فرانتشيسكا سالفادي | انظر أعلاه | الفريق   | 73.000          | 223.166 | 4       |

## الجودو
| الرياضي                | المسابقة               | دور الـ16                            | ربع النهائي                                | نصف النهائي                                  | الإعادة                              | نهائي الإعادة                              | النهائي / م.ب                             | النهائي / م.ب |
| الرياضي                | المسابقة               | الخصم النتيجة                        | الخصم النتيجة                              | الخصم النتيجة                                | الخصم النتيجة                        | الخصم النتيجة                              | الخصم النتيجة                             | الترتيب       |
| ---------------------- | ---------------------- | ------------------------------------ | ------------------------------------------ | -------------------------------------------- | ------------------------------------ | ------------------------------------------ | ----------------------------------------- | ------------- |
| دونغدونغ كاماني        | رجال 73 كيلوغرام جي 1 ‏ | هارلي بيريرا (البرازيل) · خسارة 1-10 | —                                          | —                                            | إدواردو غاوتو (الأرجنتين) · فوز 10-0 | شخروخ ماميدوف (أوزبكستان) · خسارة 0-10     | لم يتقدم                                  | لم يتقدم      |
| فاليريو رومانو تيودوري | رجال 90 كيلوغرام جي 1 ‏ | باتوغس باتخوياغ (منغوليا) · فوز 10-0 | ياسين تشيمتشيلر (تركيا) · خسارة 0-10       | —                                            | —                                    | تورغون عبديف (أوزبكستان) · خسارة 0-10      | لم يتقدم                                  | لم يتقدم      |
| سيموني كانيزارو        | رجال 90 كيلوغرام جي 2  | —                                    | أولكسندر نازارينكو (أوكرانيا) · خسارة 0-11 | —                                            | —                                    | دانيال رافائيل غورال (ألمانيا) · فوز 10-1  | مارسيلو دي أزيفيدو (البرازيل) · خسارة 0-1 | 5             |
| ماتيلدي لاوريا         | نساء 70 كيلوغرام جي 1  | —                                    | ثيودورا باسخاليدو (اليونان) · خسارة 0-10   | —                                            | —                                    | ميرفي أوسلو هاجابيبور (تركيا) · خسارة 0-10 | لم تتقدم                                  | لم تتقدم      |
| كارولينا كوستا         | نساء +70 كيلوغرام جي 2 | —                                    | بريسيليا ليزي (فرنسا) · فوز 10-0           | ريبيكا دي سوزا سيلفا (البرازيل) · خسارة 10-1 | —                                    | —                                          | زارينا رايفوفا (كازاخستان) · خسارة 10-0   | 5             |

## الكانو لذوي الاحتياجات الخاصة
حصلت إيطاليا على مقاعد في المسابقات التالية من خلال بطولة العالم لسباق الكانوي السريع ‏ في دويسبورغ، ألمانيا؛ وبطولة العالم لسباق الكانوي السريع 2024 في سيجد في هنغاريا.
الرجال
| الرياضي                | المسابقة | التصفيات | التصفيات | نصف النهائي | نصف النهائي | النهائي  | النهائي  |
| الرياضي                | المسابقة | الوقت    | الترتيب  | الوقت       | الترتيب     | الوقت    | الترتيب  |
| ---------------------- | -------- | -------- | -------- | ----------- | ----------- | -------- | -------- |
| إستيبان غابرييل فارياس | كي إل 1  | 52.42    | 3 ن ن    | 56.99       | 3 ن أ       | 51.29    | 7        |
| كريستيان فولبي         | كي إل 2  | 45.42    | 3 ن ن    | 44.31       | 3 ن أ       | 43.21    | 7        |
| كوادزو كلوكباه         | كي إل 3  | 45.42    | 5 ن ن    | 44.02       | 8           | لم يتقدم | لم يتقدم |
| ماريوس بوغدان تشيوستيا | في إل 2  | 59.49    | 5 ن ن    | 58.15       | 4           | لم يتقدم | لم يتقدم |
| ميركو نيكولي           | في إل 3  | 51.37    | 4 ن ن    | 52.17       | 5 ن ب       | 53.82    | 11       |

النساء
| الرياضية              | المسابقة | التصفيات | التصفيات | نصف النهائي | نصف النهائي | النهائي | النهائي |
| الرياضية              | المسابقة | الوقت    | الترتيب  | الوقت       | الترتيب     | الوقت   | الترتيب |
| --------------------- | -------- | -------- | -------- | ----------- | ----------- | ------- | ------- |
| إليونورا دي باوليس    | كي إل 1  | 1:00.94  | 3 ن ن    | 1:04.03     | 3 ن أ       | 1:01.56 | 8       |
| أماندا إمبرياكو       | كي إل 3  | 51.97    | 4 ن ن    | 49.94       | 3 ن أ       | 50.49   | 7       |
| فيرونيكا سيلفيا بيليا | في إل 2  | 1:07.82  | 4 ن ن    | 1:06.62     | 3 ن أ       | 1:04.94 | 6       |

مفتاح التأهيل: ن أ=النهائي أ (ميدالية)؛ ن ب=النهائي ب (بدون ميدالية)؛ ن ن=نصف النهائي

## الترياثلون
الرجال
| الرياضي         | الفئة                | السباحة | ت1   | الدراجة | ت2   | الجري | الوقت   | الترتيب |
| --------------- | -------------------- | ------- | ---- | ------- | ---- | ----- | ------- | ------- |
| جيوفاني أتشينزا | رجال بي تي دبليو سي ‏ | 12:54   | 1:07 | 35:49   | 0:39 | 13:20 | 1:03:49 | 5       |
| جوزيبي روميلي   | رجال بي تي دبليو سي ‏ | 11:31   | 1:23 | 35:21   | 0:36 | 13:34 | 1:02:25 | م ح     |
| جيانلوكا فالوري | رجال بي تي إس 2 ‏     | 17:37   | 2:25 | 36:01   | 0:26 | 23:10 | 1:19:39 | 8       |

النساء
| الرياضية                                    | الفئة             | السباحة | ت1   | الدراجة | ت2   | الجري | الوقت   | الترتيب |
| ------------------------------------------- | ----------------- | ------- | ---- | ------- | ---- | ----- | ------- | ------- |
| فرانتشيسكا تارانتيلو المُرشدة: سيلفيا فيزاجي | نساء بي تي في آي ‏ | 14:19   | 1:00 | 31:28   | 0:39 | 19:17 | 1:06:43 | الثاني  |
| آنا باربارو المُرشدة: شارلوت بونين           | نساء بي تي في آي ‏ | 12:46   | 1:27 | 33:44   | 0:48 | 23:16 | 1:12:01 | 10      |
| فيرونيكا يوكو بليباني                       | نساء بي تي إس 2 ‏  | 13:12   | 1:43 | 37:47   | 0:59 | 21:56 | 1:15:37 | الثاني  |

## رفع الأثقال
| الرياضي             | المسابقة         | المحاولات (كيلوغرام) | المحاولات (كيلوغرام) | المحاولات (كيلوغرام) | المحاولات (كيلوغرام) | النتيجة (كيلوغرام) | الترتيب |
| الرياضي             | المسابقة         | 1                    | 2                    | 3                    | 4                    | النتيجة (كيلوغرام) | الترتيب |
| ------------------- | ---------------- | -------------------- | -------------------- | -------------------- | -------------------- | ------------------ | ------- |
| دوناتو تيليسكا      | رجال 72 كيلوغرام | 209                  | 213LC                | 215LC                | –                    | 213                | الثالث  |
| أندريا ماريا كوارتو | رجال 97 كيلوغرام | 208LC                | 208                  | 219                  | –                    | 208                | 8       |
| إيمانويلا رومانو    | نساء 55 كيلوغرام | 92                   | 96                   | 99                   | –                    | 96                 | 6       |

## التجديف
حصل المجدفون الإيطاليون على مقاعد للمشاركة في كل فئة من الفئات التالية في بطولة العالم للتجديف 2023 ‏ في بلغراد في صربيا، وفي سباق التأهيل البارالمبي النهائي 2024 في لوسرن في سويسرا.
| الرياضي                                                                               | المسابقة                             | التصفيات | التصفيات | الإعادة | الإعادة | النهائي | النهائي |
| الرياضي                                                                               | المسابقة                             | الوقت    | الترتيب  | الوقت   | الترتيب | الوقت   | الترتيب |
| ------------------------------------------------------------------------------------- | ------------------------------------ | -------- | -------- | ------- | ------- | ------- | ------- |
| جياكومو بيريني                                                                        | بي آر 1 فردي الرجال للمجاديف المفردة | 9:08.50  | 2 إ      | 9:24.49 | 2 ن أ   | م ح     | م ح     |
| ماركو فرانك كارولينا فوريستي توماسو شيتينو غريتا إليزابيث موتي القائد: إنريكو دانييلو | بي آر 3 الرباعي المختلط بوجود قائد   | 7:07.90  | 3 إ      | 6:57.28 | 2 ن أ   | 7:15.63 | 6       |

مفتاح التأهيل: ن أ=النهائي أ (ميدالية)؛ ن ب=النهائي ب (بدون ميدالية)؛ إ=الإعادة

## الرماية
شاركت إيطاليا بست رماة في منافسات الرماية لذوي الاحتياجات الخاصة، بعد أن حقق رياضيوها نتائج جيدة في كل من كأس العالم 2022 و2023 و2024، بطولة العالم 2022 ‏ وبطولة العالم 2023 وبطولة أوروبا 2023 ‏ وبطولة أوروبا 2024. لكن الشرط الأهم كان الحصول على الحد الأدنى من النتيجة المؤهلة (MQS) بحلول 15 يوليو 2024.
الرجال
| الرياضي             | المسابقة                           | التأهيل | التأهيل | النهائي  | النهائي  |
| الرياضي             | المسابقة                           | النقاط  | الترتيب | النقاط   | الترتيب  |
| ------------------- | ---------------------------------- | ------- | ------- | -------- | -------- |
| دافيدي فرانتشيسكيتي | بي 1 - مسدس هوائي 10 متر إس إتش 1 ‏ | 553-7x  | 20      | لم يتقدم | لم يتقدم |

المختلط
| الرياضي             | المسابقة                                   | التأهيل | التأهيل | النهائي  | النهائي  |
| الرياضي             | المسابقة                                   | النقاط  | الترتيب | النقاط   | الترتيب  |
| ------------------- | ------------------------------------------ | ------- | ------- | -------- | -------- |
| ليفيا تشيكاغالينا   | آر 4 - بندقية هوائية 10 متر واقف إس إتش 2 ‏ | 630.4   | 13      | لم تتقدم | لم تتقدم |
| روبرتو لازارو       | آر 4 - بندقية هوائية 10 متر واقف إس إتش 2 ‏ | 632.1   | 4 م     | 166.3    | 6        |
| روبرتو لازارو       | آر 5 - بندقية هوائية 10 متر منبطح إس إتش 2 | 636.9   | 5 م     | 124.7    | 8        |
| باميلا نوفاغليو     | آر 9 - بندقية 50 متر منبطح إس إتش 2        | 610.5   | 24      | لم تتقدم | لم تتقدم |
| أندريا ليفيراني     | آر 9 - بندقية 50 متر منبطح إس إتش 2        | 620.0   | 12      | لم يتقدم | لم يتقدم |
| جيانلوكا إياكوس     | آر 5 - بندقية هوائية 10 متر منبطح إس إتش 2 | 634.8   | 14      | لم يتقدم | لم يتقدم |
| دافيدي فرانتشيسكيتي | بي 4 - مسدس 50 متر إس إتش 1                | 534-5x  | 6 م     | 199.7    | الثالث   |

## كرة الطائرة في وضعية الجلوس
تأهل منتخب إيطاليا للكرة الطائرة جلوسا للنساء للألعاب البارالمبية بفضل الميدالية الذهبية التي حققها المنتخب في بطولة أوروبا للكرة الطائرة جلوسا 2023 ‏ على أرضه في مدينة كاورلي.
التشكيلة
المدرب الرئيسي: أماوري ريبيرو
- جوليا أرينغييري
- فلافيا باريغيلي
- رافاييلا باتاغليا
- جوليا بيلاندي
- سيلفيا بياسي
- فرانتشيسكا بوسيو
- إيفا تشيكاتيلي
- سارا تشيريلي
- سارا ديزيني
- أليساندرا موجيو
- روبرتا بيدريلي
- إيليسا سبيدياتشي

ملخص المشاركة
| الفريق               | المسابقة      | مرحلة المجموعات | مرحلة المجموعات   | مرحلة المجموعات              | مرحلة المجموعات | نصف النهائي   | النهائي / م.ب                      | النهائي / م.ب |
| الفريق               | المسابقة      | الخصم النتيجة   | الخصم النتيجة     | الخصم النتيجة                | الترتيب         | الخصم النتيجة | الخصم النتيجة                      | الترتيب       |
| -------------------- | ------------- | --------------- | ----------------- | ---------------------------- | --------------- | ------------- | ---------------------------------- | ------------- |
| منتخب إيطاليا للنساء | بطولة النساء ‏ | فرنسا · فوز 3-0 | الصين · خسارة 0-3 | الولايات المتحدة · خسارة 0-3 | 3               | —             | نهائي التصنيف · سلوفينيا · فوز 3-0 | 5             |

## السباحة
حصلت إيطاليا على خمسة عشر مقعدا في رياضة السباحة في الألعاب البارالمبية الصيفية، بعد أن حقق هؤلاء الرياضيين المراكز الأولى في فئاتهم في بطولة العالم للسباحة البارالمبية 2023 ‏.
الرجال
| الرياضي                        | المسابقة                           | التصفيات | التصفيات | النهائي  | النهائي  |
| الرياضي                        | المسابقة                           | النتيجة  | الترتيب  | النتيجة  | الترتيب  |
| ------------------------------ | ---------------------------------- | -------- | -------- | -------- | -------- |
| ألبرتو أموديو                  | 100 متر سباحة حرة إس 8             | 59.17    | 3 م      | 58.30    | الثالث   |
| ألبرتو أموديو                  | 400 متر سباحة حرة إس 8 ‏            | 4:33.12  | 5 م      | 4:23.23  | الأول    |
| ألبرتو أموديو                  | 100 متر سباحة فراشة إس 8           | 1:04.48  | 1 م      | 1:02.35  | الأول    |
| سيموني بارلام                  | 50 متر سباحة حرة إس 9 ‏             | 24.24    | 1 م      | 23.90    | الأول    |
| سيموني بارلام                  | 100 متر سباحة حرة إس 10            | 53.89    | 5 م      | 52.43    | 5        |
| سيموني بارلام                  | 400 متر سباحة حرة إس 9             | 4:26.30  | 6 م      | 4:14.16  | الثاني   |
| سيموني بارلام                  | 100 متر سباحة فراشة إس 9           | 1:00.17  | 1 م      | 57.99    | الأول    |
| سيموني بارلام                  | 100 متر سباحة على الظهر إس 9 ‏      | 1:04.81  | 7 م      | 1:03.76  | 6        |
| لويجي بيجياتو                  | 50 متر سباحة حرة إس 4              | 39.50    | 6 م      | 40.03    | 6        |
| لويجي بيجياتو                  | 100 متر سباحة حرة إس 4             | 1:24.11  | 5 م      | 1:24.38  | 8        |
| لويجي بيجياتو                  | 200 متر سباحة حرة إس 4 ‏            | 3:02.88  | 5 م      | 3:00.90  | 7        |
| فرانتشيسكو بيتيلا              | 50 متر سباحة على الظهر إس 1        | —        | —        | 1:13.90  | الثاني   |
| فرانتشيسكو بيتيلا              | 100 متر سباحة على الظهر إس 1       | —        | —        | 2:33.82  | الثالث   |
| فيديريكو بيتشيلي               | 50 متر سباحة حرة إس 7 ‏             | 29.13    | 6 م      | 28.53    | 5        |
| فيديريكو بيتشيلي               | 400 متر سباحة حرة إس 7 ‏            | 5:06.51  | 4 م      | 4:38.70  | الأول    |
| فيديريكو بيتشيلي               | 100 متر سباحة على الظهر إس 7       | 1:14.37  | 3 م      | 1:12.23  | الثالث   |
| فرانتشيسكو بوتشياردو           | 50 متر سباحة حرة إس 5              | 34.15    | 7 م      | 34.38    | 8        |
| فرانتشيسكو بوتشياردو           | 100 متر سباحة حرة إس 5 ‏            | 1:12.27  | 3 م      | 1:10.53  | 4        |
| فرانتشيسكو بوتشياردو           | 200 متر سباحة حرة إس 5 ‏            | 2:33.12  | 1 م      | 2:25.99  | الأول    |
| فينتشنزو بوني                  | 50 متر سباحة حرة إس 3              | 51.04    | 7 م      | 50.95    | 7        |
| فينتشنزو بوني                  | 200 متر سباحة حرة إس 3             | 3:51.96  | 7 م      |          |          |
| فينتشنزو بوني                  | 50 متر سباحة على الظهر إس 3        | 50.76    | 5 م      | 50.73    | 4        |
| مانويل ماتيو بورتورا           | 100 متر سباحة على الصدر إس بي 4 ‏   | 1:43.32  | 3 م      | 1:42.52  | الثالث   |
| سيموني تشيولي                  | 50 متر سباحة حرة إس 9 ‏             | 26.55    | 12       | لم يتقدم | لم يتقدم |
| سيموني تشيولي                  | 100 متر سباحة على الظهر إس 9 ‏      | 1:09.54  | 12       | لم يتقدم | لم يتقدم |
| سيموني تشيولي                  | 100 متر سباحة فراشة إس 9           | 1:05.22  | 15       | لم يتقدم | لم يتقدم |
| فيديريكو كريستياني             | 50 متر سباحة حرة إس 4              | 40.44    | 7 م      | 40.72    | 8        |
| فيديريكو كريستياني             | 100 متر سباحة حرة إس 4             | 1:25.11  | 7 م      | 1:22.33  | 4        |
| فيديريكو كريستياني             | 200 متر سباحة حرة إس 4 ‏            | 2:59.47  | 3 م      | 2:56.85  | 5        |
| فيديريكو كريستياني             | 50 متر سباحة على الظهر إس 4 ‏       | 54.60    | 13       | لم يتقدم | لم يتقدم |
| أنطونيو فانتين                 | 100 متر سباحة حرة إس 6             | 1:03.67  | 1 م      | 1:03.12  | الأول    |
| أنطونيو فانتين                 | 400 متر سباحة حرة إس 6             | 5:13.05  | 2 م      | 4:49.99  | الثاني   |
| أنطونيو فانتين                 | 100 متر سباحة على الظهر إس 6       | 1:19.86  | 7 م      | 1:19.38  | 7        |
| إيمانويلي ماريغليانو           | 50 متر سباحة حرة إس 3              | 55.62    | 12       | لم يتقدم | لم يتقدم |
| إيمانويلي ماريغليانو           | 200 متر سباحة حرة إس 3             | 4:07.13  | 11       | لم يتقدم | لم يتقدم |
| إيمانويلي ماريغليانو           | 50 متر سباحة على الصدر إس بي 3     | 1:07.04  | 4 م      | 1:06.95  | 5        |
| إيمانويلي ماريغليانو           | 150 متر سباحة متنوعة فردي إس إم 3  | 3:27.39  | 9        | لم يتقدم | لم يتقدم |
| ريكاردو مينتشيوتي [الإنجليزية] | 100 متر سباحة فراشة إس 10          | 59.88    | 7 م      | 58.99    | 5        |
| ريكاردو مينتشيوتي [الإنجليزية] | 100 متر سباحة على الظهر إس 10      | 1:03.10  | 4 م      | 1:01.46  | 4        |
| ريكاردو مينتشيوتي [الإنجليزية] | 100 متر سباحة على الصدر إس بي 9    | 1:10.42  | 7 م      | 1:10.26  | 6        |
| ريكاردو مينتشيوتي [الإنجليزية] | 200 متر سباحة متنوعة فردي إس إم 10 | 2:18.46  | 5 م      | 2:14.29  | 4        |
| إفريم موريلي                   | 50 متر سباحة على الصدر إس بي 3     | —        | —        | 49.41    | الثاني   |
| إفريم موريلي                   | 150 متر سباحة متنوعة فردي إس إم 4 ‏ | 2:55.11  | 8 م      | 2:53.61  | 7        |
| فيديريكو مورلاكي               | 100 متر سباحة فراشة إس 9           | 1:01.64  | 5 م      | 1:01.10  | 4        |
| فيديريكو مورلاكي               | 100 متر سباحة على الصدر إس بي 8 ‏   | 1:13.00  | 10       | لم يتقدم | لم يتقدم |
| ستيفانو رايموندي               | 50 متر سباحة حرة إس 10 ‏            | 23.77    | 2 م      | 23.92    | 4        |
| ستيفانو رايموندي               | 100 متر سباحة حرة إس 10            | 53.43    | 4 م      | 51.40    | الأول    |
| ستيفانو رايموندي               | 100 متر سباحة فراشة إس 10          | 59.05    | 4 م      | 55.02    | الأول    |
| ستيفانو رايموندي               | 100 متر سباحة على الظهر إس 10      | 1:02.34  | 2 م      | 59.29    | الثاني   |
| ستيفانو رايموندي               | 100 متر سباحة على الصدر إس بي 9    | 1:08.64  | 4 م      | 1:05.28  | الأول    |
| ستيفانو رايموندي               | 200 متر سباحة متنوعة فردي إس إم 10 | 2:17.51  | 2 م      | 2:10.24  | الأول    |

النساء
| الرياضية                  | المسابقة                           | التصفيات | التصفيات | النهائي  | النهائي  |
| الرياضية                  | المسابقة                           | النتيجة  | الترتيب | النتيجة  | الترتيب  |
| ------------------------- | ---------------------------------- | -------- | --- | -------- | -------- |
| أليسيا بيرا               | 50 متر سباحة حرة إس 13             | 28.97    | 12 | لم تتقدم | لم تتقدم |
| أليسيا بيرا               | 100 متر سباحة حرة إس 12            | 1:03.51  | 7 م | 1:01.84  | 5        |
| أليسيا بيرا               | 100 متر سباحة فراشة إس 13          | 1:07.18  | 9 | لم تتقدم | لم تتقدم |
| أليسيا بيرا               | 100 متر سباحة على الصدر إس بي 12   | 1:23.58  | 6 م | 1:21.29  | 4        |
| فيتوريا بيانكو            | 100 متر سباحة حرة إس 9             | 1:07.08  | 12 | لم تتقدم | لم تتقدم |
| فيتوريا بيانكو            | 400 متر سباحة حرة إس 9             | 4:52.26  | 3 م | 4:47.55  | الثالث   |
| مونيكا بوجيوني            | 100 متر سباحة حرة إس 5             | 1:23.46  | 3 م | 1:21.74  | الثالث   |
| مونيكا بوجيوني            | 200 متر سباحة حرة إس 5             | 2:50.56  | 2 م | 2:47.96  | الثالث   |
| مونيكا بوجيوني            | 50 متر سباحة على الظهر إس 5        | 46.52    | colspan="2" data-sort-value="" style="background: var(--background-color-interactive, #ececec); color: var(--color-base, inherit); vertical-align: middle; text-align: center; " class="table-na" \| لم تتقدم |          |          |
| مونيكا بوجيوني            | 50 متر سباحة على الصدر إس بي 3     | 53.70    | 1 م | 53.25    | الأول    |
| مونيكا بوجيوني            | 200 متر سباحة متنوعة فردي إس إم 5  | 3:35.39  | 2 م | 3:36.75  | 4        |
| جوليا غيريتي              | 50 متر سباحة فراشة إس 5            | 47.81    | 6 م | 46.16    | 6        |
| جوليا غيريتي              | 100 متر سباحة على الصدر إس بي 5    | 1:52.79  | 3 م | 1:50.21  | الأول    |
| جوليا غيريتي              | 200 متر سباحة متنوعة فردي إس إم 5  | 3:47.28  | 6 م | 3:42.66  | 5        |
| كارلوتا جيلي              | 50 متر سباحة حرة إس 13             | 27.81    | 1 م | 27.60    | الثالث   |
| كارلوتا جيلي              | 400 متر سباحة حرة إس 13 ‏           | 4:43.84  | 2 م | 4:31.83  | الثاني   |
| كارلوتا جيلي              | 100 متر سباحة فراشة إس 13          | 1:04.19  | 2 م | 1:03.27  | الأول    |
| كارلوتا جيلي              | 100 متر سباحة على الظهر إس 13      | —        | — | 1:08.08  | الثالث   |
| كارلوتا جيلي              | 200 متر سباحة متنوعة فردي إس إم 13 | 2:28.89  | 2 م | 2:25.33  | الأول    |
| دوميتسيانا ميتشيناتي      | 100 متر سباحة حرة إس 3             | 2:13.46  | 8 م | 2:12.57  | 7        |
| دوميتسيانا ميتشيناتي      | 50 متر سباحة على الظهر إس 3        | 1:00.89  | 4 م | 1:01.11  | 4        |
| كسينيا فرانتشيسكا بالاتسو | 50 متر سباحة حرة إس 8              | 32.04    | 7 م | 31.90    | 6        |
| كسينيا فرانتشيسكا بالاتسو | 400 متر سباحة حرة إس 8             | 5:11.86  | 5 م | 5:00.13  | الثالث   |
| كسينيا فرانتشيسكا بالاتسو | 100 متر سباحة على الظهر إس 8       | 1:20.91  | 6 م | 1:19.85  | 5        |
| كسينيا فرانتشيسكا بالاتسو | 200 متر سباحة متنوعة فردي إس إم 8  | 2:49.65  | 5 م | 2:49.29  | 5        |
| أنجيلا بروتشيدا           | 50 متر سباحة على الظهر إس 2        | 1:08.79  | 3 م | 1:10.97  | 4        |
| أنجيلا بروتشيدا           | 100 متر سباحة على الظهر إس 2       | 2:26.43  | 3 م | 2:24.48  | الثالث   |
| مارتينا رابوليني          | 400 متر سباحة حرة إس 11            | 5:50.35  | 11 | لم تتقدم | لم تتقدم |
| مارتينا رابوليني          | 100 متر سباحة على الظهر إس 11      | 1:24.21  | 10 | لم تتقدم | لم تتقدم |
| مارتينا رابوليني          | 100 متر سباحة على الصدر إس بي 11   | 1:32.30  | 7 م | 1:33.40  | 8        |
| أليسيا سكورتيكيني         | 50 متر سباحة حرة إس 10             | 27.98    | 5 م | 27.70    | 4        |
| أليسيا سكورتيكيني         | 100 متر سباحة حرة إس 10            | 1:01.85  | 6 م | 1:01.02  | الثالث   |
| أليسيا سكورتيكيني         | 100 متر سباحة فراشة إس 10          | 1:11.64  | 12 | لم تتقدم | لم تتقدم |
| أريانا تالامونا           | 400 متر سباحة حرة إس 6             | —        | — | 5:49.69  | 6        |
| أريانا تالامونا           | 100 متر سباحة على الظهر إس 6       | 1:35.02  | 8 م | 1:34.90  | 8        |
| أريانا تالامونا           | 100 متر سباحة على الصدر إس بي 5    | 1:47.49  | 4 م | 1:46.48  | 4        |
| جوليا تيرزي               | 100 متر سباحة حرة إس 7             | 1:11.83  | 4 م | 1:10.43  | الثالث   |
| جوليا تيرزي               | 400 متر سباحة حرة إس 7             | 5:22.41  | 4 م | 5:12.61  | الثالث   |
| جوليا تيرزي               | 50 متر سباحة فراشة إس 7            | 36.64    | 4 م | 35.40    | الثالث   |

الفرق المختلطة
| الرياضي | المسابقة                               | التصفيات | التصفيات | النهائي | النهائي |
| الرياضي | المسابقة                               | النتيجة  | الترتيب  | النتيجة | الترتيب |
| --- | -------------------------------------- | -------- | -------- | ------- | ------- |
| مونيكا بوجيوني فيديريكو كريستياني مانويل ماتيو بورتورا جوليا تيرزي إفريم موريلي فرانتشيسكو بوتشياردو         | تتابع 4 × 50 متر سباحة متنوعة 20 نقطة  | 2:49.01  | 5 م      | 2:44.47 | 6       |
| ألبرتو أموديو فيديريكو مورلاكي أليسيا سكورتيكيني كسينيا فرانتشيسكا بالاتسو فيديريكو بيتشيلي ستيفانو رايموندي | تتابع 4 × 100 متر سباحة متنوعة 34 نقطة | 4:39.35  | 7 م      | 4:32.82 | 5       |
| فينتشنزو بوني أريانا تالامونا أنطونيو فانتين مونيكا بوجيوني لويجي بيجياتو فرانتشيسكو بوتشياردو               | تتابع 4 × 50 متر سباحة حرة 20 نقطة     | 2:39.69  | 5 م      | 2:32.11 | 5       |
| ستيفانو رايموندي جوليا تيرزي كسينيا فرانتشيسكا بالاتسو سيموني بارلام                                         | تتابع 4 × 100 متر سباحة حرة 34 نقطة    | —        | —        | 4:01.54 | الأول   |

## تنس الطاولة
شاركت إيطاليا بستة رياضيين في مسابقات تنس الطاولة في الألعاب البارالمبية. ماتيو بارينزان وغيادا روسي تأهلا للألعاب بفضل تحقيقهما للميدالية الذهبية في فئتيهما في بطولة أوروبا البارالمبية 2023 التي أقيمت في شفيلد البريطانية. لاحقا، ضمن فيديريكو فالكو، فيديريكو كروسارا، كارلوتا راغازيني وميكيلا برونيلي التواجد في الألعاب بعد تخصيصات الترتيب النهائي للاتحاد الدولي لتنس الطاولة.
| الرياضي                           | المسابقة                 | دور الـ32                                         | دور الـ16                            | ربع النهائي                                                        | نصف النهائي                                 | النهائي                             | النهائي  |
| الرياضي                           | المسابقة                 | الخصم النتيجة                                     | الخصم النتيجة                        | الخصم النتيجة                                                      | الخصم النتيجة                               | الخصم النتيجة                       | الترتيب  |
| --------------------------------- | ------------------------ | ------------------------------------------------- | ------------------------------------ | ------------------------------------------------------------------ | ------------------------------------------- | ----------------------------------- | -------- |
| فيديريكو فالكو                    | فردي الرجال سي 1         | —                                                 | —                                    | جو يونغ داي (كوريا الجنوبية) · فوز 3-2                             | يونير فيرنانديز (كوبا) · خسارة 2-3          | لم يتقدم                            | الثالث   |
| أندريا بورغاتو                    | فردي الرجال سي 1         | —                                                 | —                                    | إندري ماجور (المجر) · خسارة 1-3                                    | لم يتقدم                                    | لم يتقدم                            | لم يتقدم |
| فيديريكو كروسارا                  | فردي الرجال سي 2         | —                                                 | مارتن لودروفسكي (سلوفاكيا) · فوز 3-1 | رافال تشوبر (بولندا) · خسارة 1-3                                   | لم يتقدم                                    | لم يتقدم                            | لم يتقدم |
| ماتيو بارينزان                    | فردي الرجال سي 6         | —                                                 | تريفور هيرث (أستراليا) · فوز 3-0     | إيغناسيو توريس (تشيلي) · فوز 3-0                                   | إيان سايدنفيلد (الولايات المتحدة) · فوز 3-0 | رونغروج ثاينيوم (تايلاند) · فوز 3-0 | الأول    |
| غيادا روسي                        | فردي النساء سي 1-2       | —                                                 | تقدم تلقائي                          | كوتي غارون (الأرجنتين) · فوز 3-0                                   | دوروتا بوكلاف (بولندا) · فوز 3-2            | ليو جينغ (الصين) · فوز 3-0          | الأول    |
| كارلوتا راغازيني                  | فردي النساء سي 3         | —                                                 | هاتيجي دومان (تركيا) · فوز 3-2       | هيلينا دريتار كاريتش (كرواتيا) · فوز 3-0                           | جون جييو (كوريا الجنوبية) · خسارة 1-3       | لم تتقدم                            | الثالث   |
| ميكيلا برونيلي                    | فردي النساء سي 3         | —                                                 | شوي جوان (الصين) · خسارة 0-3         | لم تتقدم                                                           | لم تتقدم                                    | لم تتقدم                            | لم تتقدم |
| فيديريكو كروسارا فيديريكو فالكو   | زوجي الرجال إم دي 4 ‏     | —                                                 | —                                    | تشا سو يونغ · /بارك جين تشيول (كوريا الجنوبية) · خسارة 0-3         | لم يتقدم                                    | لم يتقدم                            | لم يتقدم |
| ميكيلا برونيلي غيادا روسي         | زوجي النساء دبليو دي 5 ‏  | —                                                 | —                                    | دارارات أسايوت · /تشيلتشيتباريك بوتوانسيرينا (تايلاند) · خسارة 1-3 | لم تتقدم                                    | لم تتقدم                            | لم تتقدم |
| فيديريكو كروسارا كارلوتا راغازيني | الزوجي المختلط إكس دي 7 ‏ | رافال تشوبر · /دوروتا بوكلاف (بولندا) · خسارة 2-3 | لم يتقدم                             | لم يتقدم                                                           | لم يتقدم                                    | لم يتقدم                            | لم يتقدم |

## التايكوندو
شاركت إيطاليا بلاعب تايكوندو واحد في هذه الألعاب. تأهل أنطونينو بوسولو لباريس 2024، بعد حلوله ضمن أفضل ستة في الترتيب البارالمبي في فئة 63 كيلوغرام.
| الرياضي         | المسابقة           | الجولة الأولى | ربع النهائي                     | نصف النهائي                              | الإعادة 1     | النهائي / م.ب                     | النهائي / م.ب |
| الرياضي         | المسابقة           | الخصم النتيجة | الخصم النتيجة                   | الخصم النتيجة                            | الخصم النتيجة | الخصم النتيجة                     | الترتيب       |
| --------------- | ------------------ | ------------- | ------------------------------- | ---------------------------------------- | ------------- | --------------------------------- | ------------- |
| أنطونينو بوسولو | رجال -63 كيلوغرام ‏ | تقدم تلقائي   | أيوب الدويش (المغرب) · فوز 17-4 | بولور إردين غانبات (منغوليا) · خسارة 4-6 | —             | عدنان ميلاد (إسرائيل) · فوز 18-13 | الثالث        |

## المبارزة على الكراسي المتحركة
الرجال
| الرياضي                                                       | المسابقة                          | دور الـ16                                  | ربع النهائي                                    | نصف النهائي                    | الإعادة 1                                  | الإعادة 2                              | الإعادة 3                            | الإعادة 4                         | النهائي / م.ب                       | النهائي / م.ب |
| الرياضي                                                       | المسابقة                          | الخصم النتيجة                              | الخصم النتيجة                                  | الخصم النتيجة                  | الخصم النتيجة                              | الخصم النتيجة                          | الخصم النتيجة                        | الخصم النتيجة                     | الخصم النتيجة                       | الترتيب       |
| ------------------------------------------------------------- | --------------------------------- | ------------------------------------------ | ---------------------------------------------- | ------------------------------ | ------------------------------------------ | -------------------------------------- | ------------------------------------ | --------------------------------- | ----------------------------------- | ------------- |
| ماتيو بيتي                                                    | المبارزة بسيف الشيش للرجال إيه    | لودوفيك ليموين (فرنسا) · فوز 15-9          | ميشال ناليفايك (بولندا) · فوز 15-4             | هاكان أكايا (تركيا) · فوز 15-9 | —                                          | —                                      | —                                    | —                                 | سون غانغ (الصين) · خسارة 3-15       | الثاني        |
| ماتيو دي روسي                                                 | المبارزة بسيف الإيبية للرجال إيه  | ناوكي ياسو (اليابان) · فوز 15-5            | هاكان أكايا (تركيا) · خسارة 10-15              | —                              | —                                          | موريس شميدت (ألمانيا) · فوز 15-11      | تيان جيانكوان (الصين) · خسارة 13-15  | لم يتقدم                          | لم يتقدم                            | لم يتقدم      |
| ماتيو دي روسي                                                 | المبارزة بسيف الإيبية للرجال إيه  | شينتارو كانو (اليابان) · فوز 15-14         | بيرس غيليفر (بريطانيا العظمى) · خسارة 8-15     | —                              | كيفين داماسينو (البرازيل) · فوز 15-4       | أندري ديمتشوك (أوكرانيا) · خسارة 12-15 | لم يتقدم                             | لم يتقدم                          | لم يتقدم                            | لم يتقدم      |
| إدواردو جيوردان                                               | المبارزة بسيف الإيبية للرجال إيه  | تشونغ سايتشون (الصين) · فوز 15-6           | تيان جيانكوان (الصين) · خسارة 6-15             | —                              | —                                          | رايان روسيل (كندا) · فوز 15-5          | شينتارو كانو (اليابان) · فوز 15-4    | أرتم مانكو (أوكرانيا) · فوز 15-8  | أندري ديمتشوك (أوكرانيا) · فوز 15-7 | الثالث        |
| إيمانويلي لامبرتيني                                           | المبارزة بسيف الإيبية للرجال إيه  | أندري ديمتشوك (أوكرانيا) · فوز 15-10       | أوليفر لام واتسون (بريطانيا العظمى) · فوز 15-9 | سون غانغ (الصين) · خسارة 4-15  | —                                          | —                                      | —                                    | تيان جيانكوان (الصين) · فوز 15-13 | هاكان أكايا (تركيا) · خسارة 13-15   | 4             |
| إيمانويلي لامبرتيني                                           | المبارزة بسيف الشيش للرجال إيه    | بايرون برانش (الولايات المتحدة) · فوز 15-5 | سون غانغ (الصين) · خسارة 8-15                  | —                              | —                                          | أندري ديمتشوك (أوكرانيا) · فوز 15-10   | داميان توكاتليان (فرنسا) · فوز 15-4  | هاكان أكايا (تركيا) · فوز 15-11   | تشونغ سايتشون (الصين) · خسارة 6-15  | 4             |
| ميكيلي ماسا                                                   | المبارزة بسيف الإيبية للرجال بي   | أنطون داتسكو (أوكرانيا) · فوز 15-11        | ديميتري كوتيا (بريطانيا العظمى) · خسارة 10-15  | —                              | —                                          | أوليغ نومينكو (أوكرانيا) · خسارة 13-15 | لم يتقدم                             | لم يتقدم                          | لم يتقدم                            | لم يتقدم      |
| ميكيلي ماسا                                                   | المبارزة بسيف الشيش للرجال بي     | هوغو ألديريتي (الأرجنتين) · فوز 15-2       | ديميترو سيروجينكو (أوكرانيا) · خسارة 13-15     | —                              | —                                          | عمار علي (مبارز) (العراق) · فوز 15-3   | فيزيت كينغمانو (تايلاند) · فوز 15-11 | هو داولياغ (الصين) · خسارة 4-15   | لم يتقدم                            | لم يتقدم      |
| جيانماركو باولوتشي                                            | المبارزة بسيف الإيبية للرجال بي   | ميشال دومبروفسكي (بولندا) · خسارة 5-15     | —                                              | —                              | يوهان بيتر (فرنسا) · خسارة 3-15            | لم يتقدم                               | لم يتقدم                             | لم يتقدم                          | لم يتقدم                            | لم يتقدم      |
| جيانماركو باولوتشي                                            | المبارزة بسيف الإيبية للرجال بي   | جوفان غيسون (البرازيل) · فوز 15-11         | ميشال دومبروفسكي (بولندا) · خسارة 4-15         | —                              | ديميترو سيروجينكو (أوكرانيا) · خسارة 11-15 | لم يتقدم                               | لم يتقدم                             | لم يتقدم                          | لم يتقدم                            | لم يتقدم      |
| ماتيو بيتي إيمانويلي لامبرتيني ميكيلي ماسا جيانماركو باولوتشي | فريق المبارزة بسيف الشيش للرجال   | تقدم تلقائي                                | أوكرانيا · فوز 45-39                           | الصين · خسارة 36-45            | —                                          | —                                      | —                                    | —                                 | فرنسا · خسارة 36-45                 | 4             |
| ماتيو دي روسي إدواردو جيوردان إيمانويلي لامبرتيني ميكيلي ماسا | فريق المبارزة بسيف الإيبية للرجال | اليابان · فوز 45-34                        | الصين · خسارة 33-45                            | لم يتقدم                       | —                                          | —                                      | —                                    | —                                 | لم يتقدم                            | لم يتقدم      |

النساء
| الرياضية                                                  | المسابقة                                | دور الـ32                               | دور الـ16                                       | ربع النهائي                                    | نصف النهائي                    | الإعادة 1                               | الإعادة 2                             | الإعادة 3                           | الإعادة 4                  | النهائي / م.ب                          | النهائي / م.ب |
| الرياضية                                                  | المسابقة                                | الخصم النتيجة                           | الخصم النتيجة                                   | الخصم النتيجة                                  | الخصم النتيجة                  | الخصم النتيجة                           | الخصم النتيجة                         | الخصم النتيجة                       | الخصم النتيجة              | الخصم النتيجة                          | الترتيب       |
| --------------------------------------------------------- | --------------------------------------- | --------------------------------------- | ----------------------------------------------- | ---------------------------------------------- | ------------------------------ | --------------------------------------- | ------------------------------------- | ----------------------------------- | -------------------------- | -------------------------------------- | ------------- |
| أندريا موغوش                                              | المبارزة بسيف الشيش للنساء إيه          | تقدم تلقائي                             | فيكتوريا إيزاكسون (الولايات المتحدة) · فوز 15-0 | جوديث رودريغيث مينيندث (إسبانيا) · خسارة 12-15 | —                              | —                                       | برياننا فيدي (فرنسا) · خسارة 8-15     | لم تتقدم                            | لم تتقدم                   | لم تتقدم                               | لم تتقدم      |
| أندريا موغوش                                              | المبارزة بسيف الإيبية للنساء إيه        | كليمنس دي لافوابيير (فرنسا) · فوز 15-11 | غو هايان (الصين) · خسارة 2-15                   | —                                              | —                              | لوريدانا تريجيليا (إيطاليا) · فوز 15-10 | أماريلا فيريس (المجر) · خسارة 9-15    | لم تتقدم                            | لم تتقدم                   | لم تتقدم                               | لم تتقدم      |
| لوريدانا تريجيليا                                         | المبارزة بسيف الشيش للنساء إيه          | تقدم تلقائي                             | ناتاليا موركفيتش (أوكرانيا) · فوز 15-14         | يو تشوي يي (هونغ كونغ) · خسارة 8-15            | —                              | —                                       | زسوزانا كرايناك (المجر) · خسارة 13-15 | لم تتقدم                            | لم تتقدم                   | لم تتقدم                               | لم تتقدم      |
| لوريدانا تريجيليا                                         | المبارزة بسيف الإيبية للنساء إيه        | تقدم تلقائي                             | برياننا فيدي (فرنسا) · خسارة 3-15               | —                                              | —                              | أندريا موغوش (إيطاليا) · خسارة 10-15    | لم تتقدم                              | لم تتقدم                            | لم تتقدم                   | لم تتقدم                               | لم تتقدم      |
| روسانا باسكينو                                            | المبارزة بسيف الإيبية للنساء بي         | —                                       | فرانتشيا جايميث روخاس (فنزويلا) · فوز 15-2      | كانغ سو (الصين) · خسارة 13-15                  | —                              | —                                       | جادفيغا باتشك (بولندا) · فوز 15-9     | ترينيتي لوثيان (كندا) · خسارة 13-15 | لم تتقدم                   | لم تتقدم                               | لم تتقدم      |
| روسانا باسكينو                                            | المبارزة بسيف الإيبية للنساء بي         | —                                       | تقدم تلقائي                                     | أولينا فيدوتا إيسايفا (أوكرانيا) · خسارة 8-15  | —                              | آو لانتشو (الصين) · خسارة 14-15         | لم تتقدم                              | لم تتقدم                            | لم تتقدم                   | لم تتقدم                               | لم تتقدم      |
| بياتريس فيو                                               | المبارزة بالمبارزة بسيف الشيش للنساء بي | —                                       | تقدم تلقائي                                     | ناديا دولوه (أوكرانيا) · فوز 15-2              | شياو رونغ (الصين) · خسارة 9-15 | —                                       | —                                     | —                                   | كانغ سو (الصين) · فوز 15-7 | تشو يون هي (كوريا الجنوبية) · فوز 15-2 | الثالث        |
| لوريدانا تريجيليا أندريا موغوش بياتريس فيو روسانا باسكينو | فريق المبارزة بسيف الشيش للنساء         | —                                       | تقدم تلقائي                                     | الولايات المتحدة · فوز 45-16                   | الصين · خسارة 41-45            | —                                       | —                                     | —                                   | —                          | هونغ كونغ · فوز 45-33                  | الثالث        |
| أندريا موغوش لوريدانا تريجيليا روسانا باسكينو             | فريق المبارزة بسيف الإيبية للنساء       | —                                       | أوكرانيا · خسارة 38-45                          | لم تتقدم                                       | لم تتقدم                       | —                                       | —                                     | —                                   | —                          | لم تتقدم                               | لم تتقدم      |

## كرة المضرب على الكراسي المتحركة
الرجال
| الرياضي   | المسابقة     | دور الـ64                                   | دور الـ32     | دور الـ16     | ربع النهائي   | نصف النهائي   | النهائي / م.ب | النهائي / م.ب |
| الرياضي   | المسابقة     | الخصم النتيجة                               | الخصم النتيجة | الخصم النتيجة | الخصم النتيجة | الخصم النتيجة | الخصم النتيجة | الترتيب       |
| --------- | ------------ | ------------------------------------------- | ------------- | ------------- | ------------- | ------------- | ------------- | ------------- |
| لوكا آركا | فردي الرجال ‏ | آدم بيرديتشيفسكي (إسرائيل) · خسارة 2-6، 5-7 | لم يتقدم      | لم يتقدم      | لم يتقدم      | لم يتقدم      | لم يتقدم      | لم يتقدم      |

## أنظر أيضا
- إيطاليا في الألعاب البارالمبية الصيفية